# Rock 'n' roll kids
Rock 'n' roll kids is een nummer van de Ierse zangers Paul Harrington en Charlie McGettigan uit 1994. Het werd geschreven en gecomponeerd door de eveneens Ierse tekstschrijver Brendan Graham.
Met dit lied won Ierland in 1994 het Eurovisiesongfestival.

## Achtergrond
Brendan Graham schreef Rock 'n' roll kids met het Eurovisiesongfestival in zijn achterhoofd. Hij stuurde het al in 1993 naar de Ierse selectiecommissie, maar het nummer werd toen, mede door jurylid Charlie McGettigan, afgewezen. Een jaar later besloot Graham het nog eens te proberen. Hij legde het lied met succes voor aan zanger Paul Harrington en benaderde vervolgens, ironisch genoeg, McGettigan om het duet compleet te maken. De heren, met een leeftijdsverschil van tien jaar, vormden een gelegenheidsduo waarbij zij zichzelf begeleidden op piano (Harrington) en gitaar (McGettigan).
In de tekst van Rock 'n' roll kids verlangen de zangers terug naar hun jeugd. Ze herinneren zich hoe ze opgroeiden met de rock-'n-roll-muziek van Jerry Lee Lewis en Elvis Presley en maken een vergelijking met het heden, waarin ze de "rock 'n' roll", die zijzelf verloren hebben, terugzien bij hun kinderen.

## Eurovisiesongfestival 1994
Rock 'n' roll kids was een van de acht liedjes in de Ierse voorronde voor het Eurovisiesongfestival van 1994. Deze nationale finale vond op 13 maart van dat jaar plaats in Limerick. Tot hun eigen verrassing wonnen Harrington en McGettigan de competitie met gemak, waardoor zij Ierland mochten gaan vertegenwoordigen op het Eurovisiesongfestival. Ver hoefden zij daar niet voor te reizen, want door de zege van Niamh Kavanagh, een jaar eerder, hadden de Ieren het recht de show te organiseren. De editie van 1994 werd op 30 april gehouden in Dublin.
In 1992 en 1993 had Ierland het songfestival gewonnen, en ook met Rock 'n' roll kids werd het land weer tot de favorieten gerekend. Toch was niet iedereen overtuigd van de Ierse kansen. Redenen hiervoor waren het sobere karakter van het optreden en het feit dat Harrington en McGettigan, in tegenstelling tot alle eerdere winnaars, geen gebruik maakten van het orkest. Bovendien was het songfestival nog nooit eerder gewonnen door een mannelijk duo. Sommigen geloofden daarom dat Ierland met deze inzending expres een derde overwinning op rij wilde voorkomen; de Ieren zouden het songfestival vanwege de hoge kosten niet nogmaals willen organiseren.
Desondanks werd Rock 'n' roll kids bij de vakjury's enthousiast ontvangen. Bij de puntentelling ontving het lied van acht landen het maximumaantal van 12 punten, terwijl nog eens acht landen de inzending 10 punten gaven. Met 60 punten voorsprong op de nummer 2 en een totale puntenscore van 226 sleepte Ierland uiteindelijk wederom de overwinning binnen. Het betekende de zesde Ierse songfestivalzege in de historie en de derde op rij, een unicum.

## Hitlijsten
Internationaal gezien werd Rock 'n' roll kids geen grote hit. Alleen in Ierland zelf boekte de single een aanzienlijk succes, met een tweede plaats als hoogste positie. In de hitlijsten van Vlaanderen en Nederland bleef het nummer steken in de middenmoot en was het al snel weer verdwenen. In het Verenigd Koninkrijk kwamen Harrington en McGettigan niet verder dan nummer 83.

### Nederlandse Top 40
| Positie: | 34 | 27 | 23 | 31 | uit |

1956: Refrain · 
1957: Net als toen · 
1958: Dors, mon amour · 
1959: 'n Beetje · 
1960: Tom Pillibi · 
1961: Nous les amoureux · 
1962: Un premier amour · 
1963: Dansevise · 
1964: Non ho l'età · 
1965: Poupée de cire, poupée de son · 
1966: Merci, chérie · 
1967: Puppet on a string · 
1968: La la la · 
1969: Un jour, un enfant, De troubadour, Vivo cantando, Boom bang-a-bang · 
1970: All kinds of everything · 
1971: Un banc, un arbre, une rue · 
1972: Après toi · 
1973: Tu te reconnaîtras · 
1974: Waterloo · 
1975: Ding-a-dong · 
1976: Save your kisses for me · 
1977: L'oiseau et l'enfant · 
1978: A-ba-ni-bi · 
1979: Hallelujah · 
1980: What's another year · 
1981: Making your mind up · 
1982: Ein bißchen Frieden · 
1983: Si la vie est cadeau · 
1984: Diggi-loo diggi-ley · 
1985: La det swinge · 
1986: J'aime la vie · 
1987: Hold me now · 
1988: Ne partez pas sans moi · 
1989: Rock me · 
1990: Insieme: 1992 · 
1991: Fångad av en stormvind · 
1992: Why me? · 
1993: In your eyes · 
1994: Rock 'n' roll kids · 
1995: Nocturne · 
1996: The voice · 
1997: Love shine a light · 
1998: Diva · 
1999: Take me to your heaven · 
2000: Fly on the wings of love · 
2001: Everybody · 
2002: I wanna · 
2003: Everyway that I can · 
2004: Wild dances · 
2005: My number one · 
2006: Hard rock hallelujah · 
2007: Molitva · 
2008: Believe · 
2009: Fairytale · 
2010: Satellite · 
2011: Running scared · 
2012: Euphoria · 
2013: Only teardrops · 
2014: Rise like a phoenix · 
2015: Heroes · 
2016: 1944 · 
2017: Amar pelos dois · 
2018: Toy · 
2019: Arcade · 
2021: Zitti e buoni · 
2022: Stefania · 
2023: Tattoo · 
2024: The code